# František Rajtoral
František Rajtoral (* 12. März 1986 in Příbram, Tschechoslowakei; † circa 23. April 2017 in Gaziantep, Türkei) war ein tschechischer Fußballspieler.

## Karriere

### Verein
František Rajtoral begann seine Karriere beim 1. FK Příbram und bei Baník Ostrava. 2005 debütierte er im Trikot von Banik Ostrava im Europapokal, als er im Erstrundenhinspiel des UEFA-Cup gegen den SC Heerenveen in der Anfangself stand. Ab 2009 spielte Rajtoral bei Viktoria Pilsen. Mit Viktoria Pilsen gewann er 2011 die tschechische Meisterschaft. Rajtoral spielte nach der Meisterschaft mit Pilsen in der Gruppenphase der Champions League und danach im Sechzehntelfinale der Europa League weiter. Dort traf die Mannschaft auf den deutschen Bundesligisten FC Schalke 04. Im Hinspiel vor eigenem Publikum erreichte Rajtoral mit den Pilsenern ein 1:1. Im Rückspiel in der Veltins-Arena in Gelsenkirchen erzielte Rajtoral zwei Minuten vor Schluss den Treffer zum 1:1. Pilsen unterlag in der Verlängerung jedoch mit 1:3 und schied aus.
Am 30. Januar 2014 wechselte Rajtoral auf Leihbasis zunächst bis zum Ende der Saison 2013/14 in die deutsche Bundesliga zu Hannover 96. Für den Anschluss wurde zwischen beiden Vereinen eine Kaufoption vereinbart, die von Hannover 96 nicht genutzt wurde.
In der Sommertransferperiode 2016/17 wurde er gemeinsam mit seinem Teamkollegen Daniel Kolář vom türkischen Erstligisten Gaziantepspor verpflichtet.

### Nationalmannschaft
Rajtoral debütierte am 29. Februar 2012 für die Nationalmannschaft Tschechiens, als er beim 1:1-Unentschieden gegen Irland für Theodor Gebre Selassie eingewechselt wurde. Im Mai 2012 wurde Rajtoral dann von Michal Bílek für den vorläufigen Kader der Nationalelf für die EM 2012 nominiert. Er schaffte es auch in den endgültigen Kader. Während er im ersten Gruppenspiel gegen Russland nur auf der Ersatzbank saß, wurde er in den zwei folgenden Spielen gegen Griechenland und gegen Polen eingewechselt. Im Viertelfinale, für das sich die Tschechen als Gruppensieger qualifizierten, schied die Mannschaft gegen Portugal aus, wobei Rajtoral in diesem Spiel ebenfalls nicht zum Einsatz kam. 
Rajtoral starb im April 2017 im Alter von 31 Jahren durch Suizid.